# Pitkas Point
Pitkas Point – jednostka osadnicza w Stanach Zjednoczonych, w stanie Alaska, w okręgu Wade Hampton.